# As Sete Faces de um Cafajeste
As Sete Faces de um Cafajeste é um filme brasileiro de 1968, de gênero comédia dirigido por Jece Valadão.

## Elenco
| Elenco Original          | Elenco Original |
| Ator                     | Papel           |
| ------------------------ | --------------- |
| Odete Lara               | Nina            |
| Jece Valadão             | Alfredo         |
| Norma Blum               | Lillian         |
| Adriana Prieto           | Ana             |
| Betty Faria              | Gildinha        |
| Tânia Scher              | Bebel           |
| Carlos Eduardo Dolabella | Maurício        |
| Ary Fontoura             | Afonso          |
| Marisa Urban             | Psicanalista    |

## Prêmios
Prêmio Governador do Estado de Melhor Atriz Coadjuvante para Adriana Prieto.